# Província de Mahiliou
La província de Mahilioŭ (en belarús Магілёўская вобласць, Mahilióuskaia vóblasts), també coneguda amb el nom rus de Mogiliov (a vegades transcrit com a Mogilev), és una província de Belarús que limita a l'est amb Rússia.

## Demografia
La província de Mahiliou té una població de 1,169,100 habitants (2004), al voltant del 12,2% del total belarús. Del total, 353,600 viuen a les zones rurals, i 855,000 viuen a ciutats i viles. D'ells, també, 639,300 són dones i 567,300 homes. Uns 288,100 són nens menors de 18 anys i 267,300 són ancians.
Des del punt de vista ètnic, 1,044,000 habitants són belarussos, 132,000 són russos, 3,500 són jueus, 2,800 són polonesos, 2,110 són ucraïnesos, 1,700 són tàtars de Belarús, 1,300 són lituans, 1,100 són armenis, i 1,070 són gitanos.

## Divisió administrativa
Les principals ciutats de la regió són:
- Mahiliou (Магілёў) - 365.100 hab.
- Babruisk (Бабру́йск) - 220.800 hab.
- Assipòvitxi (Асіпо́вічы) - 34.700 hab.
- Horki (Го́ркі) - 34.000 hab.
- Krítxau (Кры́чаў) - 28.200 hab.
- Bíkhau (Бы́хаў) - 17.300 hab.
- Kastsiukòvitxi (Касцюко́вічы) - 16.100 hab.
- Klímavitxi (Клі́мавічы) - 16.000 hab.
- Xklou (Шклоў) - 15.900 hab.
- Mstsíslau (Мсці́слаў) - 11.700 hab.
- Txàvusi (Ча́вусы) - 10.800 hab.
- Txèrikau (Чэ́рыкаў) - 8.400 hab.
- Slàuharad (Сла́ўгарад) - 8.300 hab.